# インデックス (小説)
『インデックス』は誉田哲也の警察小説。姫川玲子シリーズ第7作で短編集。

## 概要
2011年から2014年に発表された全8編の短編から構成されている。光文社より2014年11月13日に単行本、2017年8月8日に光文社文庫版が発売された。
単行本刊行前の2013年1月26日に、フジテレビ系列スペシャルドラマ『ストロベリーナイト アフター・ザ・インビジブルレイン』で「アンダーカヴァー」が映像化された。また、2019年5月16日にフジテレビ系木曜劇場枠連続ドラマ『ストロベリーナイト・サーガ』の第6話にて、「夢の中」と「闇の色」が映像化された

### 掲載作品
| タイトル         | 初出                                                                                    |
| ---------------- | --------------------------------------------------------------------------------------- |
| アンダーカヴァー | 『宝石 ザ・ミステリー』（光文社、2011年12月刊行）                                       |
| 女の敵           | 『誉田哲也 All Works』（宝島社、2012年3月刊行）                                         |
| 彼女のいたカフェ | 『小説宝石』（光文社）2012年11月号                                                      |
| インデックス     | 『宝石 ザ・ミステリー2』（光文社、2012年12月刊行）                                      |
| お裾分け         | 『宝石 ザ・ミステリー3』（光文社、2013年12月刊行）                                      |
| 落としの玲子     | 『ダ・ヴィンチ』（KADOKAWA）2014年7月号 ※第1話のみ JTウェブサイト「ちょっと一服ひろば」 |
| 夢の中           | 『小説宝石』2014年9月号                                                                 |
| 闇の色           | 『小説宝石』2014年9月号                                                                 |

## オーディオブック
2023年9月5日より、audiobook.jpで配信された。ナレーターは行成とあ。